# Monte Rotondo (Maiella)
Il monte Rotondo (1731 m s.l.m.) è una cima montuosa dell'Appennino abruzzese, collocata tra la provincia dell'Aquila e quella di Pescara nei prodromi settentrionali della Maiella. Suddivisa tra i territori di Corfinio, Popoli Terme e Tocco da Casauria, sovrasta le gole di Popoli e costituisce il confine tra la Conca Peligna e la Val Pescara.

## Descrizione
È situato a circa 10 km a nord del monte Morrone e ricade nella riserva naturale Monte Rotondo, compresa nel parco nazionale della Maiella. Il nome del monte allude alla forma della sua vetta.